# Kristjan Asllani
Kristjan Asllani (Elbasan, 9 maart 2002) is een Albanees voetballer die doorgaans als middenvelder speelt. Hij verruilde Empoli in juli 2023 voor Internazionale, dat hem het voorgaande seizoen al huurde. Asllani debuteerde in 2022 in het Albanees voetbalelftal, waarmee hij deelnam aan het EK 2024.

## Clubcarrière
Asllani werd geboren in Albanië, maar verhuisde op zijn tweede met zijn ouders naar Italië. Hij begon met voetballen bij een lokale amateurclub en werd vervolgens opgenomen in de jeugdopleiding van Empoli. Hiervoor debuteerde hij op 13 januari 2021 in het eerste elftal. Hij viel die dag vijf minuten voor tijd in voor Aleksa Terzić in een met 3–2 verloren wedstrijd in de Coppa Italia tegen Napoli. Asllani groeide in de tweede helft van seizoen 2021/22 uit tot basisspeler bij Empoli.
Asllani verruilde Empoli in juli 2022 voor Internazionale, de nummer twee van de Serie A in het voorgaande seizoen. Officieel op huurbasis, maar Inter ging daarbij de verplichting aan om hem in juli 2023 te kopen. Asllani won in zijn eerste jaar in Milaan zowel de Coppa Italia als de Supercoppa met Inter. Ook speelde hij in 2022/23 zijn eerste wedstrijden in de Champions League, tegen Viktoria Plzeň, Bayern München en FC Barcelona. Tijdens de knock-outfase zag Asllani vanaf de reservebank hoe zijn teamgenoten de finale haalden dat jaar.

## Clubstatistieken
| Seizoen     | Club           | Competitie  | Competitie | Competitie | Beker | Beker | Internationaal | Internationaal | Totaal | Totaal |
| Seizoen     | Club           | Competitie  | Wed.       | Dlp.       | Wed.  | Dlp.  | Wed.           | Dlp.           | Wed.   | Dlp.   |
| ----------- | -------------- | ----------- | ---------- | ---------- | ----- | ----- | -------------- | -------------- | ------ | ------ |
| 2020/21     | Empoli         | Serie B     | 0          | 0          | 1     | 0     | —              | —              | 1      | 0      |
| 2021/22     | Empoli         | Serie A     | 23         | 1          | 3     | 0     | —              | —              | 26     | 1      |
| 2022/23     | Internazionale | Serie A     | 20         | 0          | 3     | 0     | 5              | 0              | 28     | 0      |
| 2023/24     | Internazionale | Serie A     | 23         | 1          | 2     | 0     | 6              | 0              | 31     | 1      |
| Club totaal | Club totaal    | Club totaal | 66         | 2          | 9     | 0     | 11             | 0              | 86     | 2      |

Bijgewerkt t/m seizoen 2023/24.

## Interlandcarrière
Asllani maakte deel uit van verschillende Albanese nationale jeugdselecties. Hiermee speelde hij nooit op een eindtoernooi. Asllani debuteerde op 26 maart 2022 in het Albanees voetbalelftal. Bondscoach Edoardo Reja liet hem toen in de 78e minuut invallen voor Qazim Laçi tijdens een met 2–1 verloren oefeninterland in en tegen Spanje. Hij maakte op 19 november 2022 zijn eerste doelpunt voor het nationale elftal. Hij schoot Albanië toen uit een strafschop op 2–0 in een met diezelfde cijfers gewonnen oefeninterland tegen Armenië.

## Erelijst
| Serie A      | 1x | 2023/24    |
| Coppa Italia | 1x | 2022/23    |
| Supercoppa   | 2x | 2022, 2023 |

1 Sommer ·
2 Dumfries ·
6 De Vrij ·
7 Zieliński ·
8 Arnautović ·
9 Thuram ·
10 Martínez  ·
11 Correa ·
12 Di Gennario ·
13 Martínez ·
15 Acerbi ·
16 Frattesi ·
17 Buchanan ·
20 Çalhanoğlu ·
21 Asllani ·
22 Mkhitaryan ·
23 Barella ·
28 Pavard ·
30 Augusto ·
31 Bisseck ·
32 Dimarco ·
36 Darmian ·
42 Palacios ·
95 Bastoni ·
99 Taremi ·
Coach: Inzaghi